# Coppa Ottorino Mattei
La Coppa Ottorino Mattei fu una manifestazione calcistica italiana organizzata nella stagione 1957-1958 dalla Lega Nazionale IV Serie in memoria di Ottorino Mattei, defunto presidente del Collegio Sindacale della FIGC.
Si trattò della prima edizione in assoluto di una competizione dedicata a squadre iscritte alla quarta serie, antesignana della Coppa Italia Serie D. Il torneo fu organizzato in scontri ad eliminazione diretta in partita unica con campo di gioco stabilito con sorteggio tra le due sfidanti e finale in campo neutro con in palio un trofeo in oro.
L'ultimo atto si svolse a Livorno il 29 giugno 1958 fra Spezia e Pistoiese e terminò con un pareggio a reti bianche al termine dei tempi supplementari: il trofeo andò quindi ai liguri per sorteggio effettuato con il lancio della monetina.

## Risultati

### Primo turno
Le partite del primo turno si tennero il 1 dicembre 1957.
| Squadra 1       | Risultato | Squadra 2  |
| --------------- | --------- | ---------- |
| Empoli          | 1 - 0     | Poggibonsi |
| Sammargheritese | 0 - 3     | Spezia     |
| Trapani         | 1 - 0     | Marsala    |

### Secondo turno
Le partite del secondo turno a cui alcune squadre (inclusa l'Entella) ottennero direttamente l'accesso, si tennero il 22 dicembre 1957.
| Squadra 1 | Risultato | Squadra 2       |
| --------- | --------- | --------------- |
| Akragas   | 0 - 0     | Trapani         |
| Empoli    | 1 - 2     | Cuoiopelli      |
| Entella   | 0 - 1     | Rapallo Ruentes |
| Spezia    | 2 - 1     | Sestri Levante  |

### Terzo turno
Le partite del terzo turno si tennero il 12 gennaio 1958.
| Squadra 1       | Risultato | Squadra 2 |
| --------------- | --------- | --------- |
| Akragas         | ? - ?     | ?         |
| Cuoiopelli      | 2 - 4     | Spezia    |
| Rapallo Ruentes | ? - ?     | ?         |

### Quarto turno
Le partite del quarto turno si tennero il 23 marzo 1958, alcune di esse vennero ricomprese nella schedina valevole per il Totocalcio (concorso n. 29 di quella stagione sportiva).
| Squadra 1          | Risultato | Squadra 2          |
| ------------------ | --------- | ------------------ |
| Akragas            | 4 - 1     | Melfi              |
| Anconitana         | 1 - 3     | Avezzano           |
| Aurora Travagliato | 3 - 1     | Rizzoli            |
| Cantù              | 0 - 2     | Lilion Snia Varedo |
| Cesena             | 1 - 0     | Fanfulla           |
| Pistoiese          | 5 - 0     | Solvay Rosignano   |
| Pordenone          | 1 - 1     | Schio              |
| Sassuolo           | ? - ?     | Faenza             |
| Savona             | 4 -2      | La Chivasso        |
| Spezia             | 3 - 0     | Andrea Doria 1955  |
| Trento             | 2 - 2     | Treviso            |
| Vimercatese        | 1 - 1     | Corbetta           |
| Vis Nova           | ? - ?     | Ponte San Pietro   |

### Ottavi di finale
Le partite valevoli per gli ottavi di finale si tennero il 15 maggio 1958.
| Squadra 1          | Risultato | Squadra 2 |
| ------------------ | --------- | --------- |
| Avezzano           | 1 - 2     | Akragas   |
| Lilion Snia Varedo | ? - ?     | ?         |
| Pistoiese          | ? - ?     | ?         |
| Savona             | 0 - 4     | Spezia    |
| Trento             | ? - ?     | ?         |
| Vis Nova           | ? - ?     | ?         |
| Aurora Travagliato | ? - ?     | ?         |
| Cesena             | ? - ?     | ?         |

### Quarti di finale
Le partite valevoli per i quarti di finale si tennero il 21 maggio 1958.
| Squadra 1          | Risultato | Squadra 2 |
| ------------------ | --------- | --------- |
| Akragas            | ? - ?     | ?         |
| Lilion Snia Varedo | ? - ?     | ?         |
| Pistoiese          | ? - ?     | ?         |
| Spezia             | 5 - 0     | Vis Nova  |

### Semifinali
Le partite valevoli per le semifinali si tennero il 6 giugno 1958.
| Squadra 1 | Risultato | Squadra 2          |
| --------- | --------- | ------------------ |
| Pistoiese | 1-0       | Akragas            |
| Spezia    | 2 - 1     | Lilion Snia Varedo |

### Finale
| Squadra 1 | Risultato | Squadra 2 |
| --------- | --------- | --------- |
| Pistoiese | 0 - 0     | Spezia    |

| Livorno 29 giugno 1958 | Pistoiese  | 0 – 0 (d.t.s.) (vince lo Spezia per sorteggio) referto                                              | Spezia | Stadio Ardenza |
| \| \| \| \| \| \| Formazioni \| Persi Crivellente Pastorino Bumbaca Zennaro Mangini Persenda Corelli Corti Castellazzi Franceschina \| \| Tagliasacchi \| Allenatori \| Scarabello \| |            | |        |                |
| |            | |        |                |
| | Formazioni | Persi Crivellente Pastorino Bumbaca Zennaro Mangini Persenda Corelli Corti Castellazzi Franceschina |        |                |
| Tagliasacchi | Allenatori | Scarabello                                                                                          |        |                |